# NHL Awards 2006

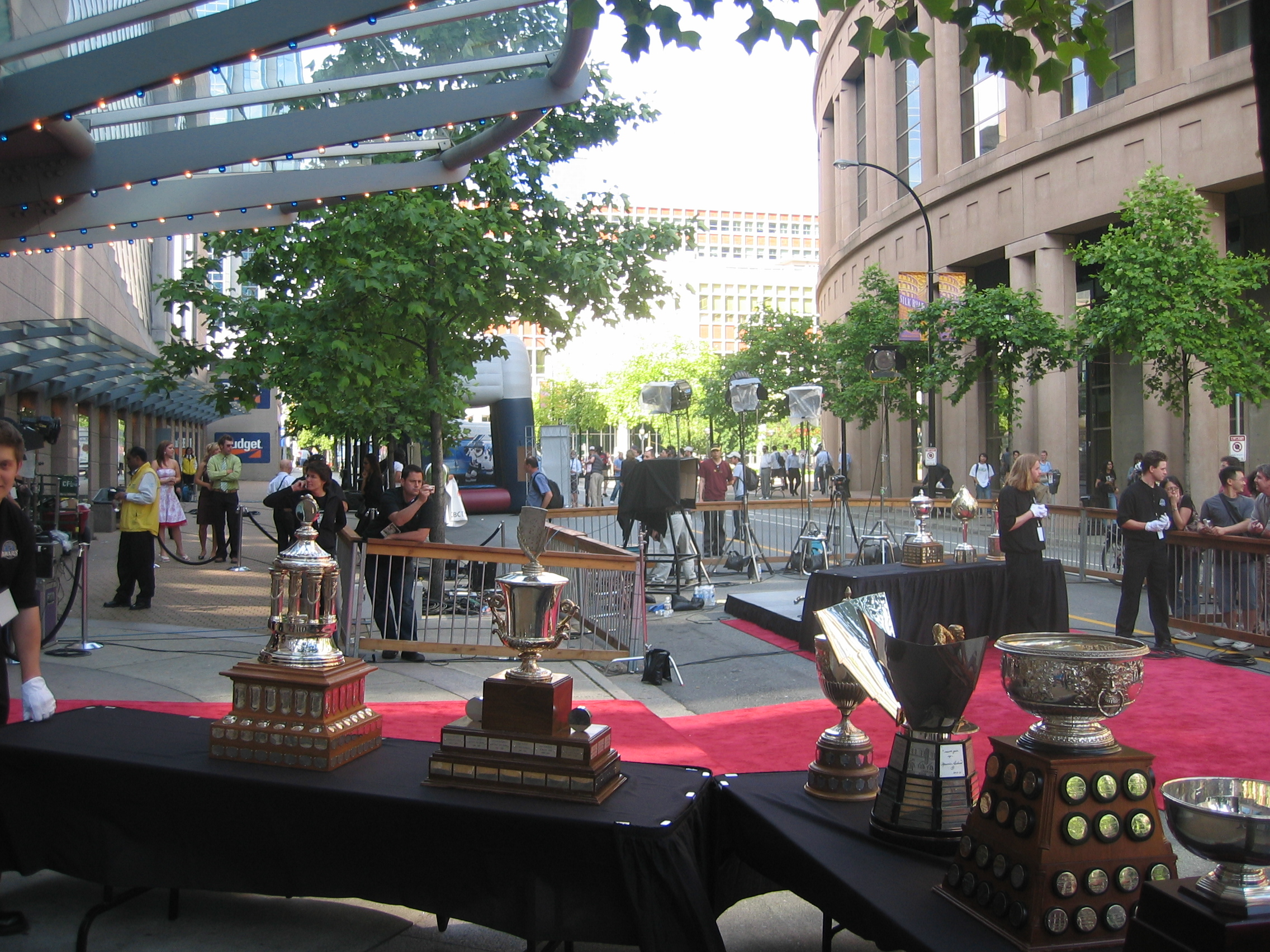
Die Trophäen bei der Verleihung der NHL Awards 2006

Die NHL Awards 2006 sind Eishockey-Ehrungen und wurden am 22. Juni 2006 in Vancouver vergeben.
Joe Thornton, der während der Saison noch von Boston nach San Jose gewechselt war, wurde als wertvollster Spieler und bester Scorer ausgezeichnet. Dies gelang zuvor keinem anderen Spieler, der während der Saison das Team gewechselt hatte. Jaromír Jágr wurde von seinen Liga-Kollegen bereits zum dritten Mal als bester Spieler gewählt und Nicklas Lidström bekam seine insgesamt vierte Trophäe als bester Verteidiger. Mit Miikka Kiprusoff wurde zum ersten Mal ein Finne als bester Torhüter ausgezeichnet. Der deutsche Torhüter Olaf Kölzig wurde für sein soziales Engagement besonders in der Erforschung des Autismus und der Behandlung von autistischen Kindern ausgezeichnet.

## Preisträger
Hart Memorial Trophy
Wird an den wertvollsten Spieler (MVP) der Saison verliehen. Die Wahl erfolgt durch die Professional Hockey Writers’ Association
- Joe Thornton (C) – San Jose Sharks (1.058 Punkte)

- Außerdem nominiert
- Jaromír Jágr (RF) – New York Rangers (974 Punkte)
- Miikka Kiprusoff (G) – Calgary Flames (561 Punkte)

Lester B. Pearson Award
Wird an den herausragenden Spieler der Saison verliehen. Die Wahl erfolgt durch die Spielergewerkschaft NHLPA. 
Der Sieger erhält eine Prämie von 20.000 Dollar, der Zweit- und Drittplatzierte je 10.000 Dollar, um diese für ein Eishockeyprojekt ihrer Wahl zu stiften.
- Jaromír Jágr (RF) – New York Rangers

- Außerdem nominiert
- Alexander Ovetchkin (LF) – Washington Capitals
- Joe Thornton (C) – San Jose Sharks

Vezina Trophy
Wird an den herausragenden Torhüter der Saison verliehen. Die Wahl erfolgt durch die 30 Generalmanager der Teams 
- Miikka Kiprusoff – Calgary Flames (140 Punkte)

- Außerdem nominiert
- Martin Brodeur – New Jersey Devils (48 Punkte)
- Henrik Lundqvist – New York Rangers (41 Punkte)

James Norris Memorial Trophy
Wird durch die Professional Hockey Writers’ Association an den Verteidiger verliehen, der in der Saison auf dieser Position die größten Allround-Fähigkeiten zeigte
- Nicklas Lidström – Detroit Red Wings (1.152 Punkte)

- Außerdem nominiert
- Scott Niedermayer – Mighty Ducks of Anaheim (817 Punkte)
- Sergei Subow – Dallas Stars (464 Punkte)

Frank J. Selke Trophy
Wird an den Angreifer mit den besten Defensivqualitäten verliehen. Die Wahl erfolgt durch die Professional Hockey Writers’ Association
- Rod Brind’Amour – Carolina Hurricanes (954 Punkte)

- Außerdem nominiert
- Jere Lehtinen – Dallas Stars (567 Punkte)
- Mike Fisher – Ottawa Senators (179 Punkte)

Calder Memorial Trophy
Wird durch die Professional Hockey Writers’ Association an den Spieler verliehen, der in seinem ersten Jahr als der Fähigste gilt
- Alexander Owetschkin (LF) – Washington Capitals (1.275 Punkte)

- Außerdem nominiert
- Sidney Crosby (C) – Pittsburgh Penguins (831 Punkte)
- Dion Phaneuf (V) – Calgary Flames (580 Punkte)

Lady Byng Memorial Trophy
Wird durch die Professional Hockey Writers’ Association an den Spieler verliehen, der durch einen hohen sportlichen Standard und faires Verhalten herausragte
- Pawel Dazjuk (C) – Detroit Red Wings (669 Punkte)

- Außerdem nominiert
- Brad Richards (C) – Tampa Bay Lightning (442 Punkte)
- Patrick Marleau (C) – San Jose Sharks (356 Punkte)

Jack Adams Award
Wird durch die NHL Broadcasters’ Association an den Trainer verliehen, der am meisten zum Erfolg seines Teams beitrug
- Lindy Ruff – Buffalo Sabres (155 Punkte)

- Außerdem nominiert
- Peter Laviolette – Carolina Hurricanes (154 Punkte)
- Tom Renney – New York Rangers (127 Punkte)

King Clancy Memorial Trophy
Wird an den Spieler vergeben, der durch Führungsqualitäten, sowohl auf als auch abseits des Eises und durch soziales Engagement herausragte
- Olaf Kölzig – Washington Capitals

Bill Masterton Memorial Trophy
Wird durch die Professional Hockey Writers’ Association an den Spieler verliehen, der Ausdauer, Hingabe und Fairness in und um das Eishockey zeigte
- Teemu Selänne – Mighty Ducks of Anaheim

Conn Smythe Trophy
Wird an den wertvollsten Spieler (MVP) der Play Offs verliehen
- Cam Ward (G) – Carolina Hurricanes

Art Ross Trophy
Wird an den besten Scorer der Saison verliehen
- Joe Thornton – San Jose Sharks 125 Punkte (29 Tore, 96 Vorlagen)

Maurice Richard Trophy
Wird an den besten Torschützen der Liga vergeben
- Jonathan Cheechoo – San Jose Sharks 56 Tore

William M. Jennings Trophy
Wird an den/die Torhüter mit mindestens 25 Einsätzen verliehen, dessen/deren Team die wenigsten Gegentore in der Saison kassiert hat
- Miikka Kiprusoff – Calgary Flames 151 Gegentore in 74 Spielen (Gegentordurchschnitt: 2.07)

Roger Crozier Saving Grace Award
Wird an den Torhüter mit mindestens 25 Einsätzen verliehen, der die beste Fangquote während der Saison hat
- Cristobal Huet – Montréal Canadiens Fangquote: 92,9 %

NHL Plus/Minus Award
Wird an den Spieler verliehen, der während der Saison die beste Plus/Minus-Statistik hat
- Wade Redden – Ottawa Senators
- Michal Rozsíval – New York Rangers beide +35